# 恋心 輝きながら
「恋心 輝きながら」（こいごころ・かがやきながら）は、日本のロックバンド・Naifuの3作目のシングル。

## 概要
前作のよみうりテレビ系『名探偵コナン』のオープニングとして使用した「Mysterious」に続き、本作は同アニメのエンディングテーマ。1枚目のアルバム「ONE」先行シングル。
前作に続き、リードボーカルは作詞者と同じである。

## 収録曲
1. 恋心 輝きながら
作詞：荒神直規　作曲・編曲：森下志音
テレビアニメ『名探偵コナン』エンディングテーマ
アニメ『名探偵コナン』が始まったのは1996年であり、2009年は歌詞にある「14年目」と一致する。
テレビ東京系『JAPAN COUNTDOWN』オープニングテーマ
2. Anchor Shock
作詞・作曲・編曲：森下志音

## 参加ミュージシャン
- Naifu
  - 荒神直規：Vocal (#1)、Guitar (#1,2)
  - 山口篤：Drums (#1,2)
  - 村上風麻：Bass (#1,2)
  - 森下志音：Guitar (#1,2)、Vocal (#2)
- 宇浦冴香：Additional Background Vocals (#1)

## 収録アルバム
- ONE (#1)
- THE BEST OF DETECTIVE CONAN 4 〜名探偵コナン テーマ曲集4〜 (#1)

| テレビアニメ『名探偵コナン』エンディングテーマ 2009年1月19日 - 2009年3月23日 |                          |                                       |
| 前作: 滴草由実 『GO YOUR OWN WAY』                                           | Naifu 『恋心輝きながら』 | 次作: GARNET CROW 『Doing all right』 |

| スタブアイコン | サブスタブ | この項目は、まだ閲覧者の調べものの参照としては役立たない、シングルに関連した書きかけの項目です。この項目を加筆・訂正などしてくださる協力者を求めています（P:音楽/PJ:楽曲）。 |